# Misión Nueva Pompeya
Misión Nueva Pompeya (ex "Fortín Pérez Millán") es una localidad y municipio del departamento General Güemes, provincia del Chaco, Argentina, a 185 km de la capital departamental Castelli, a 480 km de la capital provincial.
Se encuentra dentro de la formación fitogeográfica El Impenetrable Chaqueño; y a 1 km del río Bermejito.

## Vías de comunicación
La principal vía de acceso es la Ruta Provincial 9 (de tierra), que la vincula al sur con Miraflores y Juan José Castelli, y al norte con Wichí y El Sauzalito. Otras rutas importantes son la Provincial 61, que la vincula al oeste con Fuerte Esperanza, y la Provincial 64, que la vincula al este con Nueva Población.

## Historia

### Hermanos Maristas
En la Resolución N.º 2663/85 del Ministro de Educación y Justicia de la Nación, Carlos Alconada Aramburu, se determina en su Art. 1º: "Declárese monumento histórico en la Provincia del Chaco al edificio principal (Casa Misional) de la ex Misión Nueva Pompeya, Departamento General Güemes". 
Entre los considerandos esgrimidos, la Resolución dice: 
"Que la fundación de la Misión ... fue promovida por el Gobierno Nacional para posibilitar la evangelización de los indígenas y como expresión de la presencia nacional en los territorios del norte argentino".
"Que el edificio de la misión es el más antiguo exponente de la arquitectura que subsiste en la Provincia del Chaco ..."
"Que la Comisión Nacional de Museos y de Monumentos y Lugares Históricos auspicia dicha declaratoria ..."

## Geografía

### Clima
Subtropical, seco en invierno y tropical muy lluvioso en verano.
Máxima absoluta: 46 °C
Mínima absoluta: -10.5 °C
Régimen anual de lluvia: 750 mm.

## Entidades sociales
- Registro Civil
- Juzgado de Paz
- Hospital Rural
- Centro de Integración Familiar-Desarrollo Social de la Provincia
- Oficina de la Subsecretaría de Agricultura Familiar de la Nación
- Instituto de Colonización
- Oficina de Pami
- Oficina de INSSEP
- SECHEEP
- SAMEEP
- CEDEPRO (Centro de Desarrollo Productivo)
- Juzgado Multifuero (Civil y Comercial / Familia / Laboral)
- Fiscalía de Investigación Penal
- Defensorías
- Comisaría
- Supervision Regional del Ministerio de Educación de la Provincia
- Oficina Dirección de Bosques

### Educación
EPA 71 (Escuela para Adultos);EGB 1016, Pje. Nuevo; EGB 1020, Pje. El Polenón; EGB 562 Champagnat; EGB 681, Pje. La Fidelidad; EGB 682, Pje; Pozo de los Zuris;EGB 714, Pje. Nueva Población; EGB 798, Pje. Fortín Arena; EGB 924, Pje. Güemes; EGB 977, Pje. El Quebracho; EGB 999, Pje. El Toba; ENS 80; EPA 69, anexo Los Lotes ; Jardín 116; UEP N° 52 "Cacique Francisco Supaz"- Escuela Intercultural-Bilingüe- (Administración Marista).
EEE 34 (Escuela Educación Especial) EEP.N°1046"PJE.LAGUNA ARAUJO".

## Población
Su población era de 1,772 habitantes (Indec, 2001), lo que más que duplica los 804 habitantes (Indec, 1991) del censo anterior. En el municipio el total ascendía a los 3,789 habitantes (Indec, 2001).